# Zamong
자몽(自夢, 스스로 꿈을 이룬다)은 대한민국의 MCN(Multi Channel Network) 전문지이다. MCN 산업 전문 미디어로, 1인 미디어 산업을 위해 가치있는 정보를 제공하기 위해 2013년 8월 1일 설립되었다. 칼럼리스트를 양성하고 스튜디오를 제공하며 교육 및 컨설팅 서비스를 제공하였다.